# Marco Ganna
Marco Ganna (Verbania, 14 dicembre 1961) è un canoista italiano, specializzato nel kayak velocità.

## Biografia
È padre del ciclista Filippo Ganna.
Ha rappresentato l'Italia ai Giochi olimpici di Los Angeles 1984, nel K-4 1000 m, con Vincenzo Damista, Gennaro Cirillo e Francesco Mandragona, dove l'equipaggio ottenuto il 5º posto in batteria con il tempo di 3'08"90, venendo eliminato al ripescaggio, senza riuscire a raggiungere il traguardo.